# Grégoire Jooris
Grégoire Camille Alfred Jooris (Brugge, 6 oktober 1881 – aldaar, 18 mei 1957) was een Belgisch componist.
Hij was zoon van kleermaker Henri Adolphe Jooris en Mathilde Marie Casert.
Hij kreeg zijn opleiding aan het Stedelijk Conservatorium van Brugge, waar hij al eerste prijzen haalde (notenleer, harmonieleer en orgel). Vanaf 1900 studeerde hij enige jaren aan het Koninklijk Conservatorium Brussel bij docenten Alphonse Mailly (orgel), Gustave Huberti (harmonieleer), Edgar Tinel (contrapunt en fuga) en praktische harmonie Edouard Samuel). Ook in die studies haalde hij diverse malen eerste en tweede prijzen. Zijn cantate Genoveva van Brabant leverde hem een derde plaats op in de Prijs van Romewedstrijd (1907). Jooris vulde zijn leven met werkzaamheden in Brugge. Hij was organist en zangmeester van de Sint Walburgakerk, dirigent van Société de Musique, muziekleraar aan onder andere de Rijksnormaalschool en docent in diverse studierichtingen aan het conservatorium (notenleer, harmonieleer en koorzang).  Lionel Blomme en Cyriel Dubuisson waren leerlingen van hem.
Enkele van zijn werken zijn: Poème symphonique, Idylle, een vioolsonate, Adagio voor klarinet en piano, de genoemde cantate, De strijd voor leven (op tekst van Lambrecht Lambrechts ) en Patria (eveneens op tekst van Lambrecht Lambrechts).